# 约克·鲍文
埃德温·约克·鲍文（英語：Edwin York Bowen，1884年2月22日—1961年11月23日），英国作曲家，钢琴家。
鲍文被后人称为“英国的拉赫玛尼诺夫”。他坚持浪漫主义创作风格，作品旋律优美动人，结构宏大，常采用复杂而富于色彩性的和声。他为钢琴和中提琴创作的许多作品都充分开发了乐器的演奏技巧，具有出色的演出效果，不过他的音乐风格有时也显得比较保守，因此他的音乐曾经长时间被人忘却，直到20世纪末才得以复兴。

## 生平
鲍文幼年从母亲学钢琴，后进入皇家音乐学院学习，并很快成为优秀的音乐会钢琴家，1909年任皇家音乐学院教授。一战期间参加军乐团到法国演出，回国后一直从事教学工作，晚年曾录下一些有价值的唱片。鲍文生前和当时乐坛上的许多著名人物关系密切，如西盖蒂，汉斯·里赫特，弗里茨·克莱斯勒等。